# Festival di Salisburgo
Il Festival di Salisburgo ('Salzburger Festspiele) è uno dei più importanti festival musicali di musica classica e opera. Si tiene tutti gli anni in estate (per cinque settimane da fine luglio a tutto agosto) a Salisburgo (Austria), città natale di Wolfgang Amadeus Mozart. In tempi recenti si tiene anche un Festival di Pasqua.

## Storia
Il Festival estivo è stato fondato nel 1877 ma la sua programmazione fu discontinua fino al 1910.
Alla fine della prima guerra mondiale nel 1918, la sua rinascita fu dovuta a cinque alte personalità che oggi vengono considerate i fondatori: Il poeta e drammaturgo Hugo von Hofmannsthal, il compositore Richard Strauss, il direttore del Teatro di Salisburgo Max Reinhardt, lo scenografo Alfred Roller ed il direttore d'orchestra Franz Schalk. Il Festival venne ufficialmente rifondato il 22 agosto 1920 con la rappresentazione di Jedermann, di Hofmannsthal, su un palco all'aperto, sito nella piazza del Duomo di Salisburgo. Questa rappresentazione è divenuta una tradizione ed essa viene ripetuta tutti gli anni sempre nello stesso posto.
Nel 1926 il vecchio palazzo, sede dell'arcivescovado (Felsenreitschule), venne trasformato in un teatro che divenne la sede principale del Festival (Salzburger Festspielhaus) inaugurato il 13 agosto 1927 con Fidelio diretto da Franz Schalk con Lotte Lehmann e la Schumann. Questo fece sì che il festival, anno dopo anno, conquistasse importanza e fama in tutto il mondo, non solo come luogo di esecuzione delle opere di Mozart e Strauss, ma anche di altri compositori.
Durante il Festival vengono programmate opere liriche, concerti sinfonici, recital, lavori teatrali ed altri generi di spettacolo. Oltre alle opere dei già accennati compositori austriaci vengono spesso eseguiti Falstaff di Giuseppe Verdi e Fidelio di Beethoven.
La popolarità del Festival andò scemando quando l'Austria venne annessa alla Germania nel 1938 ed ebbe delle edizioni sottotono fino alla temporanea chiusura nel 1943 durante la seconda guerra mondiale.
Alla fine della guerra il Festival riprese con l'edizione del 1945 subito dopo la vittoria delle forze alleate in Europa.

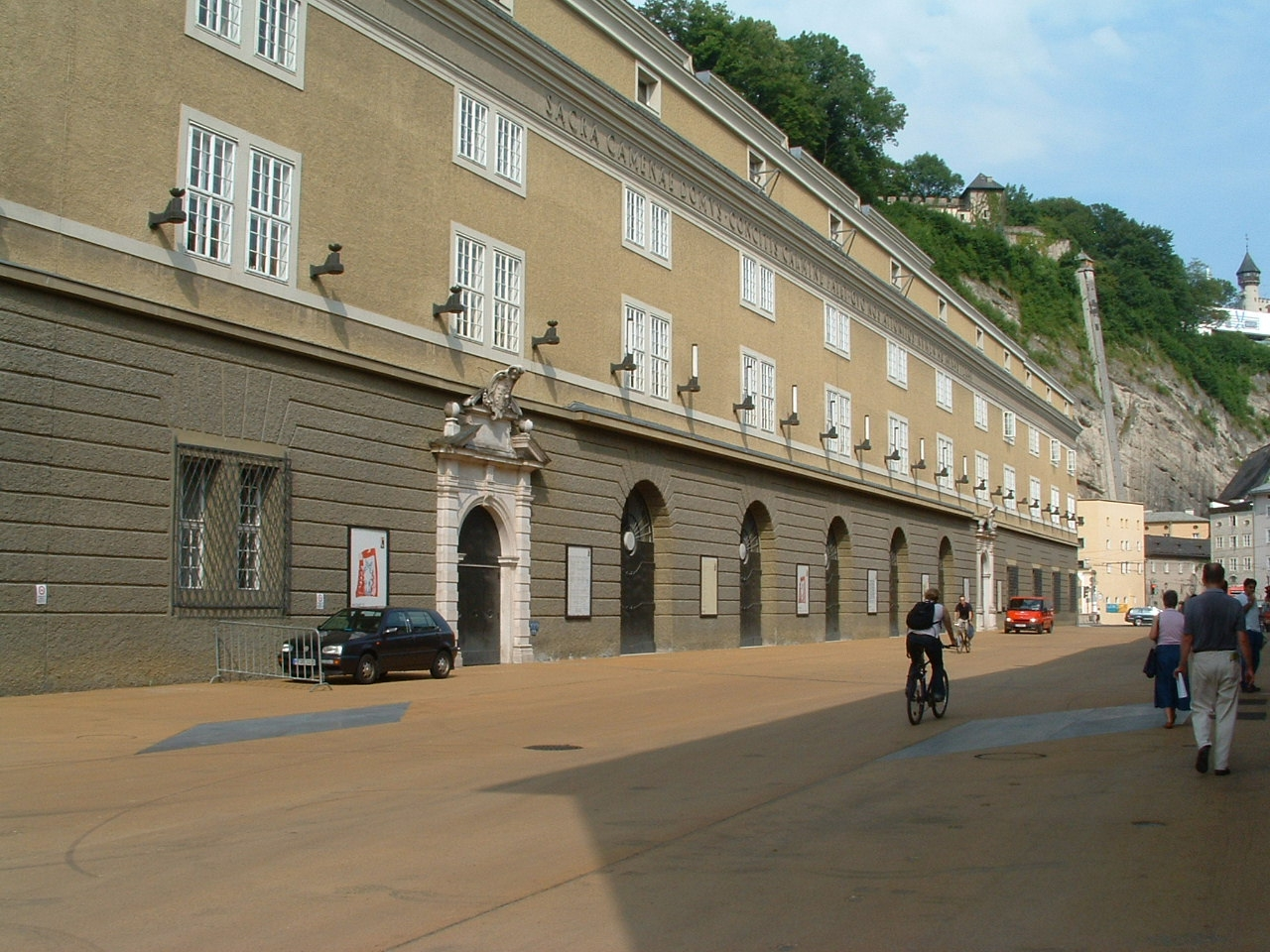
Il Teatro dell'Opera del Festival di Salisburgo

Dopo la fine della guerra, il Festival andò lentamente riguadagnando la fama che aveva raggiunto in precedenza, di principale festival estivo, specialmente per le opere di Mozart. 
Nel 2006 il Festival ha celebrato il 250º anniversario della nascita di Mozart allestendo tutte e 22 le opere del compositore austriaco, comprese due opere incompiute, ottenendo un grande successo di pubblico e critica. Le rappresentazioni vennero filmate e presentate poi in televisione nel novembre dello stesso anno.